# 河内六寺
河内六寺（かわちろくじ）は、河内国にあった古代仏教寺院である智識寺・山下寺・大里寺・三宅寺・家原寺・鳥坂寺の総称。いずれも現在の大阪府柏原市に位置したとされる。

## 概要
『続日本紀』の天平勝宝八歳二月条に「戊申、行幸難波、是日、至河内国、御智識寺南行宮、己酉、天皇幸智識、山下、大里、三宅、家原、鳥坂等六寺礼仏」とあり、この６ヶ所の寺院の総称である。
比定寺院遺跡は次の通り。
| 寺院名 | 比定寺院遺跡 | 比定寺院遺跡 | 比定寺院遺跡   | 比定寺院遺跡                               | 外部リンク |
| 寺院名 | 廃寺名       | 所在地       | 史跡指定       | 備考                                       | 外部リンク |
| ------ | ------------ | ------------ | -------------- | ------------------------------------------ | ---------- |
| 智識寺 | 太平寺廃寺   | 柏原市太平寺 | 大阪府指定史跡 | 東塔刹柱礎石は大阪府指定有形文化財         |            |
| 山下寺 | 大県南廃寺   | 柏原市大県   |                |                                            |            |
| 大里寺 | 大県廃寺     | 柏原市大県   |                |                                            |            |
| 三宅寺 | 平野廃寺     | 柏原市平野   |                |                                            |            |
| 家原寺 | 安堂廃寺     | 柏原市安堂町 |                |                                            |            |
| 鳥坂寺 | 高井田廃寺   | 柏原市高井田 | 国の史跡       | 「鳥坂寺」銘墨書土器は柏原市指定有形文化財 |            |

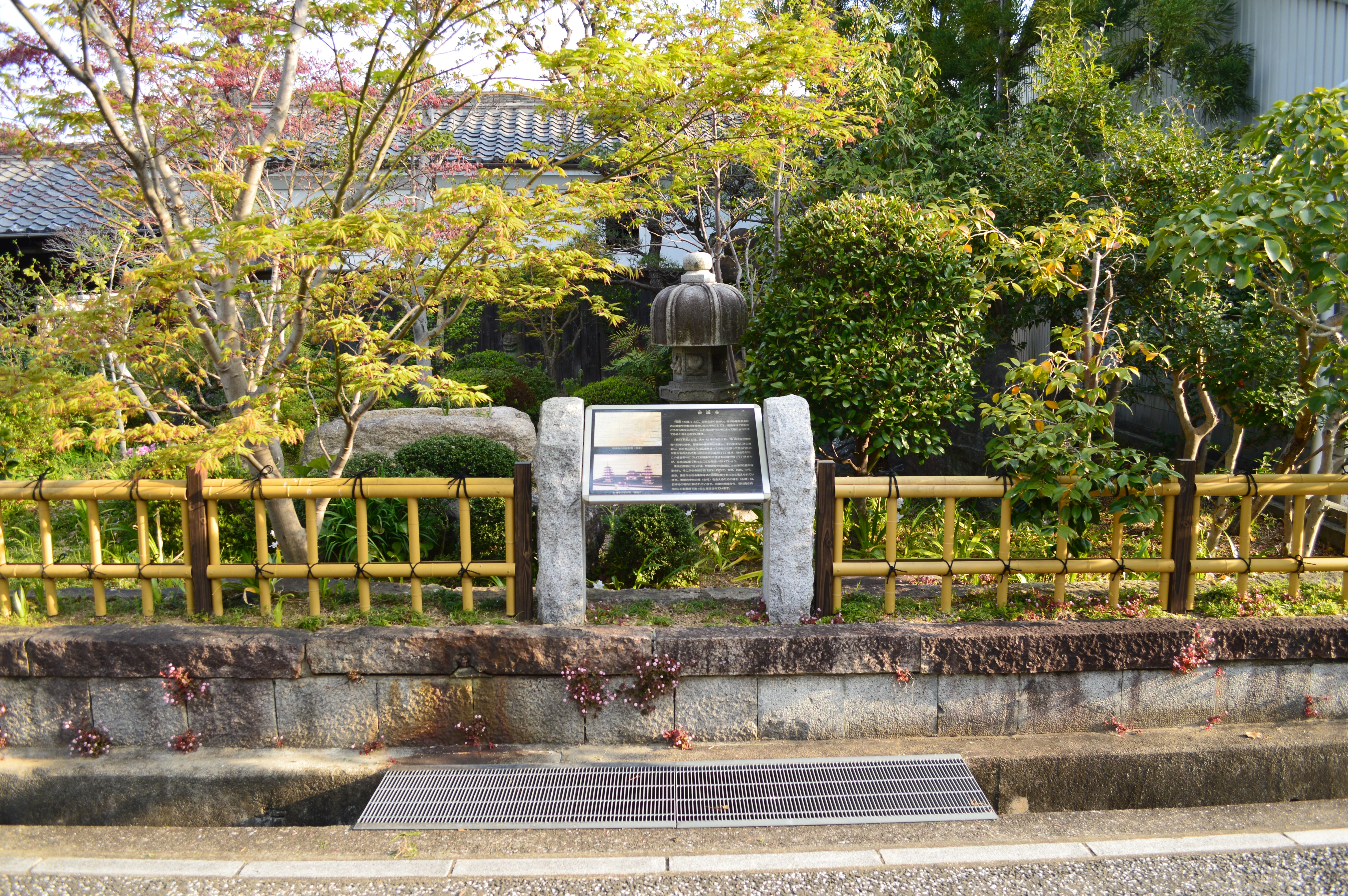
智識寺跡
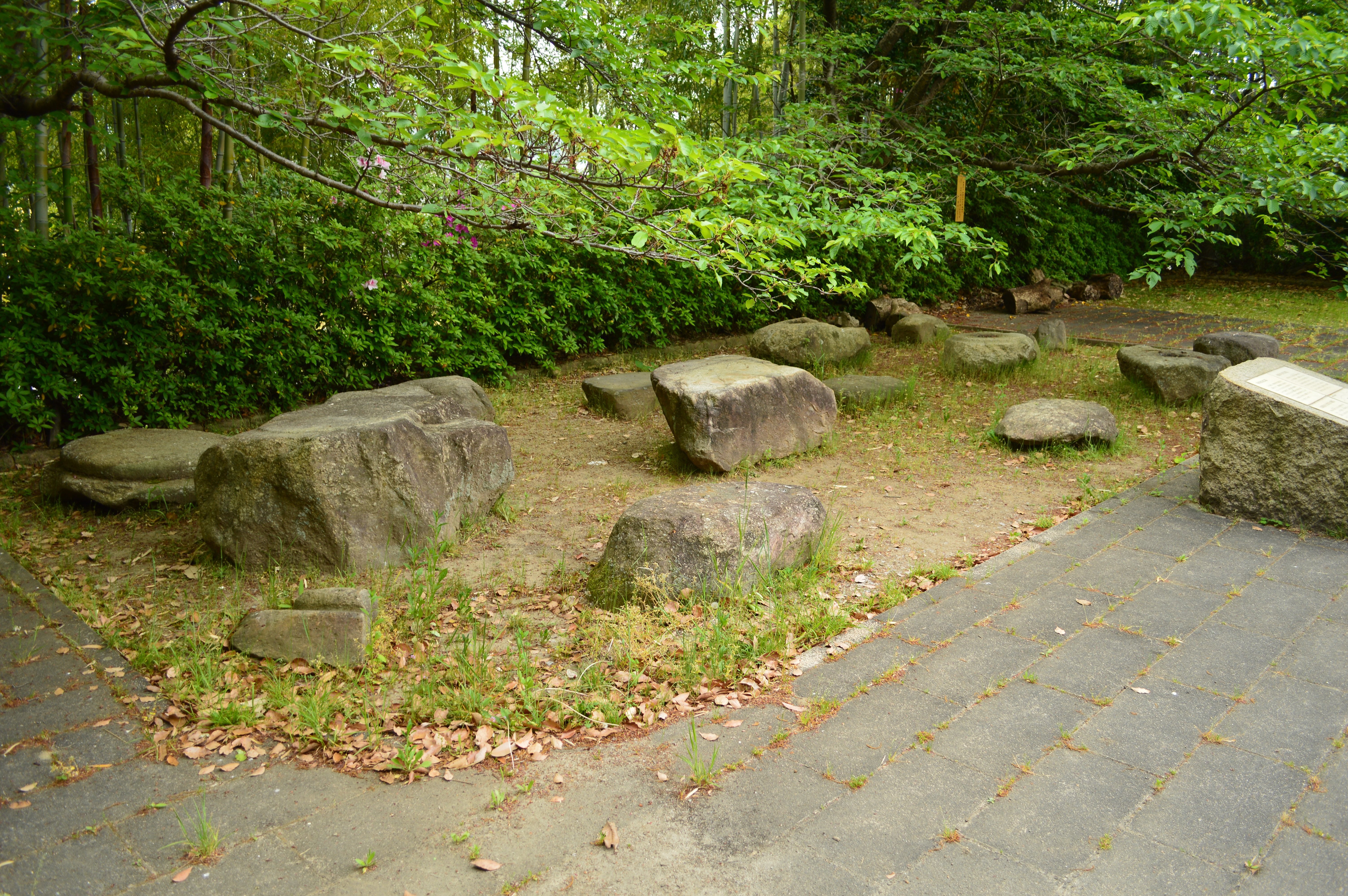
大里寺礎石（高井田横穴公園内）
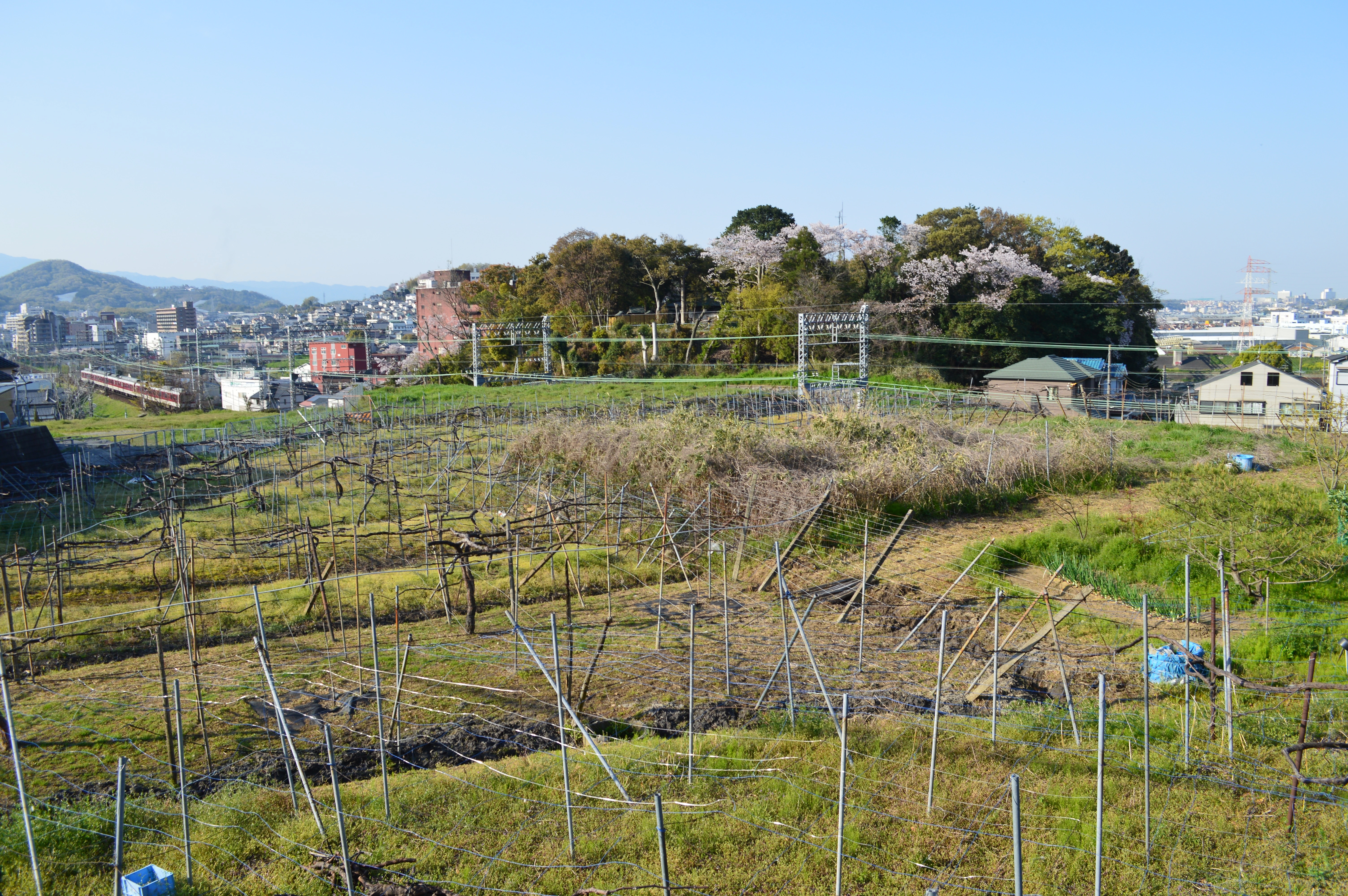
鳥坂寺跡
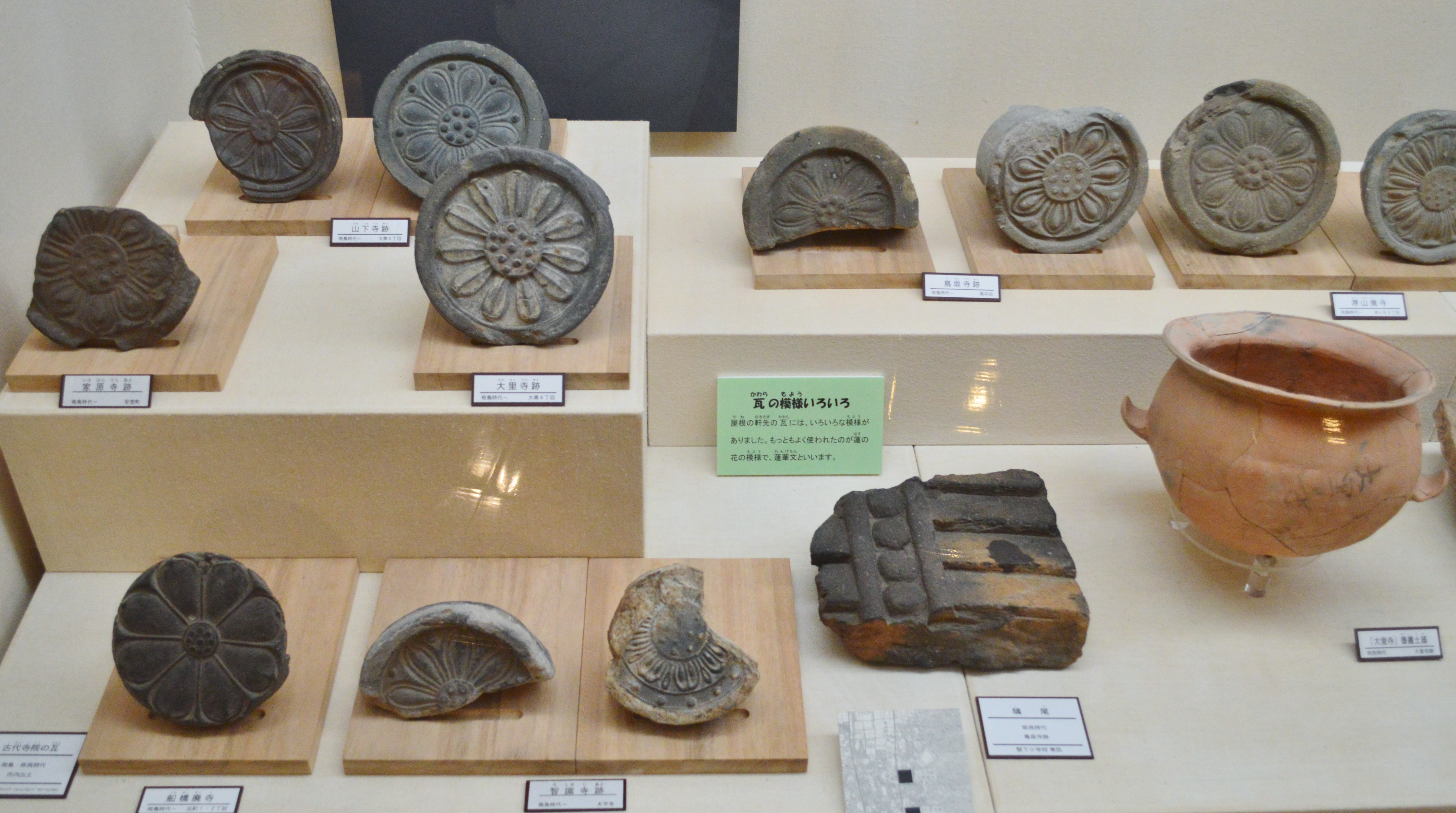
河内六寺出土品 左下・右上除く。柏原市立歴史資料館展示。